# Chonodote
Os Chonodote era uma tribo dos índios Cayuga no século XVIII, no que hoje é a região setentrional de Nova York. Ficava situada a cerca de 8,3 quilômetros de Goiogouen. Anteriormente, durante o século XVII, esta aldeia era conhecida como Deawendote, ou "Aldeia da Aurora Constante'".
Chonodote era chamada de Peachtown ("Aldeia dos Pêssegos") pelo exército estadunidense por causa de um pomar com mais de mil pessegueiros que havia ali. A aldeia era constituída por cerca de quarenta cabanas e ficava próxima do sítio onde hoje se situa a vila de Aurora.
Em 26 de setembro de 1779, a aldeia tornou-se a última a ser destruída pela Expedição Sullivan, sob o comando de William Butler.